# Guwange
Guwange (ぐわんげ) est un jeu vidéo de shoot 'em up à scrolling multidirectionnel. Le jeu se déroule dans un univers médiéval fantastique japonais inspiré des légendes de l'époque de Muromachi, et le joueur y incarne un personnage et doit affronter des démons à travers six niveaux. Le jeu a été développé par Cave et publié en 1999 par Atlus sur borne d'arcade au format JAMMA uniquement au Japon.
i-mode & Yahoo! Go Mobile sont des versions sorti en décembre 2007.
Son portage sur console de salon a eu lieu en novembre 2010, où le jeu fut disponible sur le Xbox Live Arcade, et ce partout dans le monde.

## Système de jeu
Le jeu est un shoot 'em up en vue de dessus, où le joueur incarne l'un des trois ninjas proposés. Le personnage est à pied et peut se déplacer librement, en suivant le défilement imposé par le jeu, et les obstacles physiques, comme les murs et les barrières.
Le personnage a la possibilité d'utiliser des tirs normaux, des smart bombs, et possède un Shikigami, agissant comme une sorte d'ange gardien. À tout moment du jeu, il est possible de contrôler le shikigami, qui a la capacité de ralentir les tirs ennemis ou de les détruire. Il peut également éliminer les ennemis et récupérer les divers bonus.
Le jeu dispose d'un mode deux joueurs en simultané.

## Équipe de développement
- Producteur : Kenichi Takano
- Chef programmeur : Tsuneki Ikeda
- Programmeurs : Satoshi Kohyama, Takashi Ichimura
- Chef designer : Junya Inoue
- Designers : Akira Wakabayashi, Hiroyuki Tanaka, Atushi Aburano, Toru Shimazu
- Designers des personnages : Akira Nakabayashi, Junya Inoue
- Calligraphie : Akira Nakabayashi
- Voix : Yuko Nakamura, Junya Inoue, Kazushi Takamura, Takako Taniguchi, Takn Nagasawa, Takno Yoshida
- Producteur son : Junya Inoue
- Musique : Masahiro Kusunoki
- Effet sonore : Masahiro Kusunoki
- Superviseur : Hiroyuki Tanaka (Atlus)
- Assistant spécial : Toshiaki Tomizawa